# Sustavi skladištenja energije
Konvencionalnim izvorima energije, kao što su ugljen, nafta, zemni plin i nuklearna energija, čovječanstvo zadovoljava većinu svojih potreba, kada je riječ o proizvodnji električne energije. Kao što je sredinom 20. stoljeća primjećeno, tadašnjom brzinom njihova korištenja, tih resursa će biti još samo konačan vremenski period, reda veličine prosječnog životnog vijeka čovjeka te je u obzir bilo potrebno početi uzimati i druge, u većoj količini dostupne resurse.
Obnovljivi izvori energije, u kombinaciji s o njima adekvatnim znanjem, počinju dobivati sve veću ulogu u rješavanju navedenog problema. Postavlja se pitanje načina spremanja proizvedene energije kada je ima previše, odnosno kada vjetar optimalno puše i kada sunce u velikoj mjeri obasjava solarne panele. Ne bili se ta energija „bacala u zrak“, potrebno je sustavima koji se tek počinju realizirati, bez velikih gubitaka, korištenje spomenute energije odgoditi za period u kojem će ona biti potrebna. Tome služe sustavi skladištenja energije i primjenjuju se na razne načine, kako će biti razjašnjeno u nastavku članka.
Energija dolazi u više oblika, uključujući zračenje, potencijalnu, kinetičku, električnu, toplinsku energiju, nuklearnu, mehaničku i kemijsku energiju. Skladištenje energije uključuje pretvaranje energije iz oblika koji se teško pohranjuju na prikladnije ili ekonomski isplativije oblike. Skladištenje energije je način kako operator električne mreže prilagođava proizvodnju prema potrošnji električne energije, koja se tijekom vremena mijenja. Tako se povećava učinkovitost i smanjuju troškovi proizvodnje ili olakšava upotreba intermitentnih izvora energije. Neke tehnologije omogućuju kratkotrajnu pohranu energije, dok druge mogu izdržati mnogo duže.
Idealno rješenje za skladištenje energije ima pet kvaliteta 
: 

1. može se spremiti puno energije u mali prostor,

2. jeftino je,

3. zbog određenih načina transformacije izgubi se manje od petine pohranjene energije,

4. traje desetljećima,

5. ima sposobnost brzog oslobađanja energije kada je to potrebnono.

Optimalna tehnologija skladištenja energije također bi bila sigurna za transport i neotrovna za odlaganje, kao i od sirovina koje se mogu dobiti bez nanošenja velikih šteta okolišu. 

## Metode skladištenja energije

### Fosilna i nuklearna goriva
Fosilna i nuklearna goriva su primarni oblici energije iz koje se već dugi niz godina, prvenstveno izgaranjem, dobiva električna energija. Budući da takvih resursa na kugli zemaljskoj ima još samo konačno mnogo, u interesu je da se pronađe zamjena na dugoročnoj osnovi.

### Hidroenergija
Energija vodenih tokova (hidroenergija) je 2015. generirala 16,6 % ukupne svjetske električne energije i 70 % električne energije dobivene iz obnovljivih izvora. Za dobivanje struje, hidroenergija se koristi u 150 zemalja, od čega je udio zemalja Azije i Pacifika 2013. godine bio 33 %. U 2013. godini vodeća je bila Kina s 920 TWh proizvodene energije. Velike brane se još uvijek projektiraju. Trenutno najveća hidroelektrana na svijetu, Hidroelektrana Tri klanca, izgrađena je u Kini, na najduljoj svjetskoj rijeci Yangtze. Osim u nekolicini zemalja koje imaju energije vode dovoljno za pokrivanje većine potreba za električnom energijom, hidroelektrane uobičajeno pokrivaju vršne potrebe za električnom energijom zahvaljujući mogućnosti brzog upuštanja u pogon.

#### 10 najvećih hidroelektrana u svijetu
| Redni broj | Postrojenje                      | Država          | Lokacija                                        | Kapacitet (MW) | Godišnja generacija (TWh) | Reference     |
| ---------- | -------------------------------- | --------------- | ----------------------------------------------- | -------------- | ------------------------- | ------------- |
| 1.         | Hidroelektrana Tri klanca        | Kina            | 30°49′15″N 111°00′08″E / 30.82083°N 111.00222°E | 22.500         | 93,5 (2016.)              | [ 4 ]         |
| 2.         | Hidroelektrana Itaipu            | Brazil Paragvaj | 25°24′31″S 54°35′21″W / 25.40861°S 54.58917°W   | 14.000         | 103,09 (2016.)            | [ 5 ]         |
| 3.         | Hidroelektrana Xiluodu           | Kina            | 28°15′52″N 103°38′47″E / 28.26444°N 103.64639°E | 13.860         | 55,2 (2015.)              | [ 6 ]         |
| 4.         | Hidroelektrana Guri              | Venezuela       | 07°45′59″N 62°59′57″W / 7.76639°N 62.99917°W    | 10.235         | 47 (prosjek)              | [ 7 ]         |
| 5.         | Hidroelektrana Tucuruí           | Brazil          | 03°49′53″S 49°38′36″W / 3.83139°S 49.64333°W    | 8.370          | 21,4 (1999.)              | [ 8 ]         |
| 6.         | Hidroelektrana Grand Coulee      | SAD             | 47°57′23″N 118°58′56″W / 47.95639°N 118.98222°W | 6.765          | 21,596 (2007.)            | [ 9 ]         |
| 7.         | Hidroelektrana Xiangjiaba        | Kina            | 28°38′57″N 104°22′14″E / 28.64917°N 104.37056°E | 6.448          | 30,7 (2015.)              | [ 10 ]        |
| 8.         | Hidroelektrana Longtan           | Kina            | 25°01′38″N 107°02′51″E / 25.02722°N 107.04750°E | 6.426          | 17,3 (2015.)              | [ 11 ]        |
| 9.         | Hidroelektrana Sajano Šušenskaja | Rusija          | 54°49′33″N 91°22′13″E / 54.82583°N 91.37028°E   | 6.400          | 26,9 (2016.)              | [ 12 ] [ 13 ] |
| 10.        | Hidroelektrana Krasnojarsk       | Rusija          | 55°56′05″N 92°17′40″E / 55.93472°N 92.29444°E   | 6.000          | 18,4 (prosjek)            | [ 14 ]        |

### Reverzibilne hidroelekrane
Hidropotencijal se također može koristiti kao veliki spremnik jeftine energije ako se pri suvišnoj proizvodnji hidrogenerator koristi kao pumpa.
U vremenima s niskom potrošnjom električne energije, višak kapaciteta za proizvodnju se koristi za pumpanje vode iz nižeg izvora u veći spremnik. Kada potražnja raste, voda se oslobađa natrag u niži spremnik (ili vodeni put ili vodu) kroz turbinu, generirajući električnu energiju. Reverzibilni sklopovi generatora djeluju kao pumpa i turbina (obično se radi o Francisovoj turbini). 

Belgija je objavila plan gradnje otoka čija bi jedina svrha bila spremati velike količine energije koja se proizvodi iz vjetra.
Belgijska vlada vjeruje da će ovaj otok riješiti probleme s nestalnošću proizvodnje iz obnovljivih izvora energije kao što su vjetar i sunce. Otok će koristiti pumpno-akumulacijski sustav za spremanje viška energije vjetra koja se proizvodi tokom sati kada nije velika potrošnja električne energije te će se ta ista energije kasnije koristiti za zadovoljavanje potražnje za električnom energijom u doba kada vjetra nema.
Otok bi imao dužinu od tri kilometra te oblik konjske potkove s velikim dubokim rezervoarom u sredini, a nalazio bi se tri do četiri kilometra od obale Zapadne Flandrije. Kada je vjetar najjači, što je najčešće tokom noći, voda bi se pumpala iz rezervoara kroz turbine u more, a kada nema vjetra bi išla u suprotnom smjeru i proizvodila električnu energiju.

### Komprimirani zrak
Sustavi malih razmjera dugo se koriste u takvim primjenama kao što su pogon mina lokomotiva. Komprimirani zrak pohranjen je u podzemnom spremniku. Kada je potreba za energijom visoka, komprimirani zrak se zagrije s malom količinom plina i prolazi kroz turbinu te proizvodi struju.Kompresija zraka stvara toplinu, tj. zrak je topliji nakon kompresije. Za širenje zraka potrebna je toplina. Ako se toplina ne doda, zrak će biti puno hladniji nakon širenja. Kada bi se toplina generirana tijekom kompresije mogla spremiti i upotrijebiti tokom širenja, iskoristivost pohrane značajno bi narasla. Postoje tri načina na koji se sustav može odnositi prema toplini. Pohrana zraka može biti adijabatska, dijabatska i izotermna. 

### Skladištenje energije zamašnjakom
Ova metoda temelji se na inerciji - teški rotirajući disk ubrza se elektromotorom, koji može raditi i kao generator usporavajući disk i proizvodeći struju. Energija je pohranjena kao kinetička energija diska. Trenje mora biti čim manje da se produži vrijeme čuvanja energije. To se postiže tako da se zamašnjak stavlja u vakuum i korištenjem magnetskih ležajeva, što ovu metodu čini skupom. Veliki zamašnjaci omogućuju spremanje veće količine energije, ali za njih su potrebni čvrsti materijali poput čelika ili kompozita da izdrže centrifugalne sile. Međutim, zbog tehnički moguće količine spremljene energije zamašnjaci nisu prikladni za opću primjenu u sustavu. Najbolje ih je koristiti za ujednačavanje opterećenja na željezničkim elektrosustavima i za poboljšavanje kvalitete energije u sustavima s obnovljivom energijom. Zamašnjak koriste sustavi kojima treba veoma velika količina energije u kratkim vremenskim razdobljima. Ova metoda pohrane se također koristi za neprekinutu opskrbu električnom energijom za velike računske centre gdje za kratko vrijeme služi kao opskrba energijom u slučaju nestanka struje do stavljanja u pogon trajnijih izvora, poput diesel generatora.

### Skladištenje gravitacijske potencijalne energije pomoću čvrstih masa
Promjena nadmorske visine čvrstih masa može pohraniti ili osloboditi energiju putem sustava kojim upravlja elektromotor, odnosno generator. Kalifornijska tvrtka koja se zove Advanced Rail Energy Storage (ARES) razvila je jedinstvenu alternativu na kopnu koja bi mogla omogućiti skladištenje električne energije pomoću električnih lokomotiva.
ARES tehnologija koristi željezničke automobile koji nose teške blokove betona koji se guraju na vrh uspona koristeći višak snage iz obnovljivih izvora energije tijekom izvanrednih sati kada je potražnja za električnom energijom niska. Kada mreža zahtijeva energiju da zadovolji razdoblja velike potražnje, željeznička se vozila puštaju nizbrdo stvarajući električnu energiju kroz regenerativno kočenje. Tvrtka kaže da sustav može odgovoriti na povećanje ili smanjenje potražnje u nekoliko sekundi, s učinkovitosti punjenja / pražnjenja od 80 %, a može isporučivati konstantnu snagu u trajanju do 8 sati.  
Za nekoliko godina, flota automatiziranih vlakova s električnim vučnim pogonom od 300 tona trebala bi se kretati gore i dolje na padini od 7,2%, pružajući 50MW brzog odziva snage kako bi se stabilizirala mreža električne energije u Kaliforniji. 34 shuttle jedinice ARES sustava će raditi na tračnici od 9,2 km, s ukupnom visinskom razlikom od 640 metara. Ovaj sustav je vrlo skalabilan s malim postrojenjima od 100 MW s kapacitetom skladištenja od 200 MWh do velikih 2 do 3 GW sustava s kapacitetima skladištenja od 16 do 24 GWh.

### Toplinsko skladištenje sunčeve energije
Postoje tri glavne vrste termalnog skladištenja energije, od kojih samo jedna ima značajnu komercijalnu dostupnost u sektoru energetike. Sustavi skladištenja latentne energije i toplinsko-kemijskih sustavi su skupi i još uvijek uglavnom eksperimentalni. S druge strane, skladištenje osjetne energije je relativno jeftino i puno manje komplicirano, gdje se tekući ili kruti medij, poput vode, rastaljenih soli, pijeska ili kamena, zagrijava ili hladi kako bi se pohranila energija. U velikoj se mjeri koristi u koncentracijskim solarnim elektranama gdje se uz pomoć termalne pohrane omogućuje proizvodnja električne energije i nakon što je zađe sunce. Uglavnom se kao medij za pohranu energije koriste rastopljene soli, koje mogu izdržati izuzetno visoke temperature.
Solarna elektrana Crescent Dunes, smještena u Nevadi, prvi je komunalni objekt u svijetu koji ima mogućnost pohrane energije uz pomoć naprednog tornja s rastaljenom solju kao medijem. Projekt donosi dovoljno čvrstu i pouzdanu struju iz sunčeve energije za 75,000 domova u Nevadi tijekom perioda najveće potražnje, danju i noću, bez obzira da li sunce sja. Postrojenje je započelo s radom krajem 2015. godine i isporučuje 110 MW električne energije uz dodatnu mogućnost pohrane 1100 MWh energije.

### Elektrokemijski sustavi pohrane energije
Punjiva baterija sadrži jednu ili više elektrokemijskih ćelija. Poznata je kao "sekundarna ćelija", jer su njezine elektrokemijske reakcije električno reverzibilne. Dolaze u različitim oblicima i veličinama i imaju niži ukupni trošak uporabe i utjecaj na okoliš od baterija koje se ne mogu puniti (jednokratne). Imaju veći početni trošak, ali se mogu ponovo napuniti vrlo jeftino i koristiti ih mnogo puta.
Punjive se baterije po kemijskom sastavu uobičajeno svrstavaju na: 
- olovno kiselinske
- nikadl kadmij
- nikal metal hibrid
- litij-ion
- metal zrak
- natrij sumpor
- nikal klorid
- redoks protočna baterija
- hibrid protočna baterija

U konvencionalnim sekundarnim baterijama energija se puni i prazni u aktivnim masama elektroda. Protočne baterije su također baterije za ponovno punjenje, ali kod njih je energija pohranjena u jednoj ili više elektro-aktivnoj vrsti koja je otopljena u tekućem elektrolitu.

### Vodik
Metode skladištenja vodika za naknadnu uporabu obuhvaćaju mnoge pristupe, uključujući visoke tlakove, kriogene i kemijske spojeve koji zagrijavanjem reverzibilno otpuštaju H2. Većina istraživanja o skladištenju vodika usmjerena je na pohranu vodika kao laganog, kompaktnog nosača energije čime se dobiva na mobilnosti.
Međutim tekući vodik zahtijeva kriogenu pohranu i vrije oko 20.268 K (-252.882 °C), čime njegovo ukapljivanje nameće veliki gubitak energije. Spremnici moraju biti dobro izolirani kako bi se spriječilo isparavanje, ali dodavanje izolacije povećava troškove.
Komprimirani se vodik pohranjuje sasvim drugačije. Vodik ima visoku gustoću energije po težini, ali u usporedbi s ugljikovodicima, ima nisku gustoću energije po volumenu, stoga zahtijeva veći spremnik za pohranu. Veliki spremnik vodika bit će teži od malog spremnika ugljikovodika koji se koristi za pohranu iste količine energije, dok ostali čimbenici ostaju jednaki.
: